# 採茶戲
採茶戲是流行於中國南方的一種民間小戲，其音樂基礎為民間採茶時所唱的採茶山歌，與花鼓戲有相當的關係。
採茶戲的最初僅是採茶歌曲，在民間傳唱，後被引入年節的社火等活動中，或作為沿街表演，逐漸配上舞蹈，最後結合劇情的演出而成為小戲的一支，其發展成形清代，依流行的不同地區，可分為江西採茶戲、安徽採茶戲、廣東採茶戲等。著名的黃梅戲即是由採茶戲的一支所發展出來的。

## 采茶戏分类

### 湖北
- 黄梅采茶戏
- 阳新采茶戏

### 江西
- 赣南采茶戏
- 南昌采茶戏

起源于清朝末期流行于赣中北一带的“花灯”和“十二月采茶调”，流行于南昌、新建、安义、进贤、丰城、永丰、永修等地区，著名曲目有：《南瓜记》、《鸣冤记》、《辜家记》、《花轿记》（合称“四大记”）。
- 萍乡采茶戏

赣中采茶戏包括抚州采茶、吉安采茶、宁都采茶、高安采茶、袁河采茶与万载采茶。清道光初年，抚州采茶由宜黄传入永丰，由永丰向西，流传至吉水、吉安；向南，则传至宁都。吉安和宁都此前本地都有灯彩流行，称"花鼓灯"，常能演出一些单台戏和一旦一丑戏，如《十带货》、《卖花线》、《补碗》等，及至抚州采茶从永丰传入，与之结合，即形成吉安采茶和宁都采茶，艺人把由抚州采茶传来的"川调"，便直呼为"临川调"。清末民初，吉安采茶班社林立，永丰有天中班、万福宝班，吉水有庆周班，吉安城内有同合堂、同和堂等，抗日战争时期，吉安戏艺人纷纷改唱京剧，这个古老剧种便走向衰亡而淹没不彰了。
- 抚州采茶戏
- 吉安采茶戏
- 永丰采茶戏
- 宁都采茶戏
- 赣东采茶戏
- 九江采茶戏
- 景德镇采茶戏
- 武宁采茶戏
- 高安采茶戏

### 安徽
- 黄梅戏

### 广东
- 粤北采茶戏

### 广西
- 桂南采茶戏

### 福建
- 闽西采茶戏

### 臺灣
- 三腳採茶戲